# Cueta nubica
Cueta nubica är en insektsart som beskrevs av Fraser 1950. Cueta nubica ingår i släktet Cueta och familjen myrlejonsländor. Inga underarter finns listade i Catalogue of Life.